# Tannhäuser
A Tannhäuser és a wartburgi dalnokverseny (németül Tannhäuser und der Sängerkrieg auf Wartburg WWV 70), röviden Tannhäuser [ˈtanhɔ‿yzɐ], Richard Wagner egyik háromfelvonásos operája. Librettóját a zeneszerző írta a 13. században keletkezett Sängerkrieg auf Wartburg monda és a 16. századi Dannhauser című ének alapján. Ősbemutatójára 1845. október 19-én került sor a drezdai Hoftheaterben. Magyarországon 1862. március 6-án mutatták be a pesti Német Színházban (Nottheater), németül, és 1871. március 11-én magyarul, id. Ábrányi Kornél fordításában a pesti Nemzeti Színházban.

## Története
Wagner figyelme 1836-ban Heinrich Heine Elementargeister című esszéjének elolvasását követően fordult a téma felé, de igazán csak 1841-ben kezdett el foglalkozni a téma átdolgozásával. Ekkor került kezébe ugyanis Ludwig Uhland Tannhäuser-legendával foglalkozó tanulmánya. A Tannhäuser-legenda két középkori mondában jelenik meg, az egyik a 13. században keletkezett Sängerkrieg auf Wartburg monda, a másik a 16. századi Dannhauser című ének. A mű váza, a korábbi olvasmányok alapján 1842-ben, Teplitzben készült el. 1843 májusában, drezdai karmestersége idején készen lett a librettó is, amely akkor még a Der Venusberg (A Vénusz-hegy) címet viselte. A zene komponálásával 1844 áprilisában végzett. Ősbemutatójára több mint egy év múlva, 1845. október 19-én került sor a drezdai királyi operaházban. Az előadás csak mérsékelt sikert hozott. Wagner úgy értelmezte, hogy a sikertelenség oka elsősorban a befejezés, Erzsébet önfeláldozásának kellő kihangsúlyozásának hiánya volt, ezért új finálét írt a darabnak. Ezt 1847. augusztus 1-jén mutatták be, hatalmas sikerrel.
1861-ben III. Napóleon kívánságára a párizsi Opéra is műsorra tűzte. Wagner az operaház vezetőségének kérését teljesítve, és a francia operahagyományoknak eleget téve egy balettjelenettel toldotta meg a nyitóképet. Az arisztokrácia azonban nemtetszését fejezte ki eziránt a megoldás iránt, hiszen ők jobban szerették volna a táncjelenetet a második felvonás elején látni. Ennek az a gyakorlati oka volt, hogy az elhúzódó vacsorák miatt, az arisztokrata urak rendszeresen lekéstek a darab elejéről, így a lenge öltözetben táncoló bacchánsnőkről is. Az opera Párizsban mindössze háromszor került műsorra. Napjainkban az operaházak a látványosabb párizsi verziót tűzik általában műsorra a hagyományos drezdai verzióval szemben. A darabon Wagner a későbbiekben is több változtatást eszközölt, emiatt a Tannhäuser Wagner műveinek legtöbbet átdolgozott darabja.

## Szereplők
| Szereplő                                                                   | Hangfekvés                       |
| -------------------------------------------------------------------------- | -------------------------------- |
| Hermann, türingiai őrgróf                                                  | basszus                          |
| Erzsébet, az unokahúga                                                     | szoprán                          |
| Tannhäuser                                                                 | tenor                            |
| Wolfram von Eschenbach                                                     | bariton                          |
| Walther von der Vogelweide                                                 | tenor                            |
| Biterolf                                                                   | basszus                          |
| Heinrich der Schreiber                                                     | tenor                            |
| Reinmar von Zweter                                                         | basszus                          |
| Vénusz                                                                     | szoprán vagy mezzoszoprán        |
| Egy pásztor                                                                | (fiú)szoprán                     |
| Négy nemes ifjú az őrgróf udvarában                                        | két-két (fiú)szoprán és (fiú)alt |
| Nemesek, lovagok, udvarhölgyek, zarándokok, szirének, nimfák, bacchánsnők. |                                  |

## Cselekménye
Helyszín: Türingia
Idő: a 13. század elején

### Első felvonás
Első kép
Helyszín: A Vénusz-hegy
Szirének énekére bacchánsnők lejtik buja, önfeledt násztáncukat a Vénusz-barlang előtt. Amikor holtfáradtan pihenni térnek, súlyos köd ereszkedik a tájra. Tannhäuser, a dalnok, aki hosszú ideje Vénusz, a szerelem istennője kedveseként él, megelégelte az örökös mámort és kéjt, és visszakívánkozik abba a világba, amely elől korábban idemenekült. Az istennő kedvéért kész ugyan a Vénusz-himnusz megszólaltatására, ám annak utolsó sorai már a szabad élet utáni vágyát tükrözik. Szűz Mária nevének említésével Tannhäuser megtöri Vénusz varázsát.
Második kép
Helyszín: Napsütötte erdős táj Wartburg vára közelében

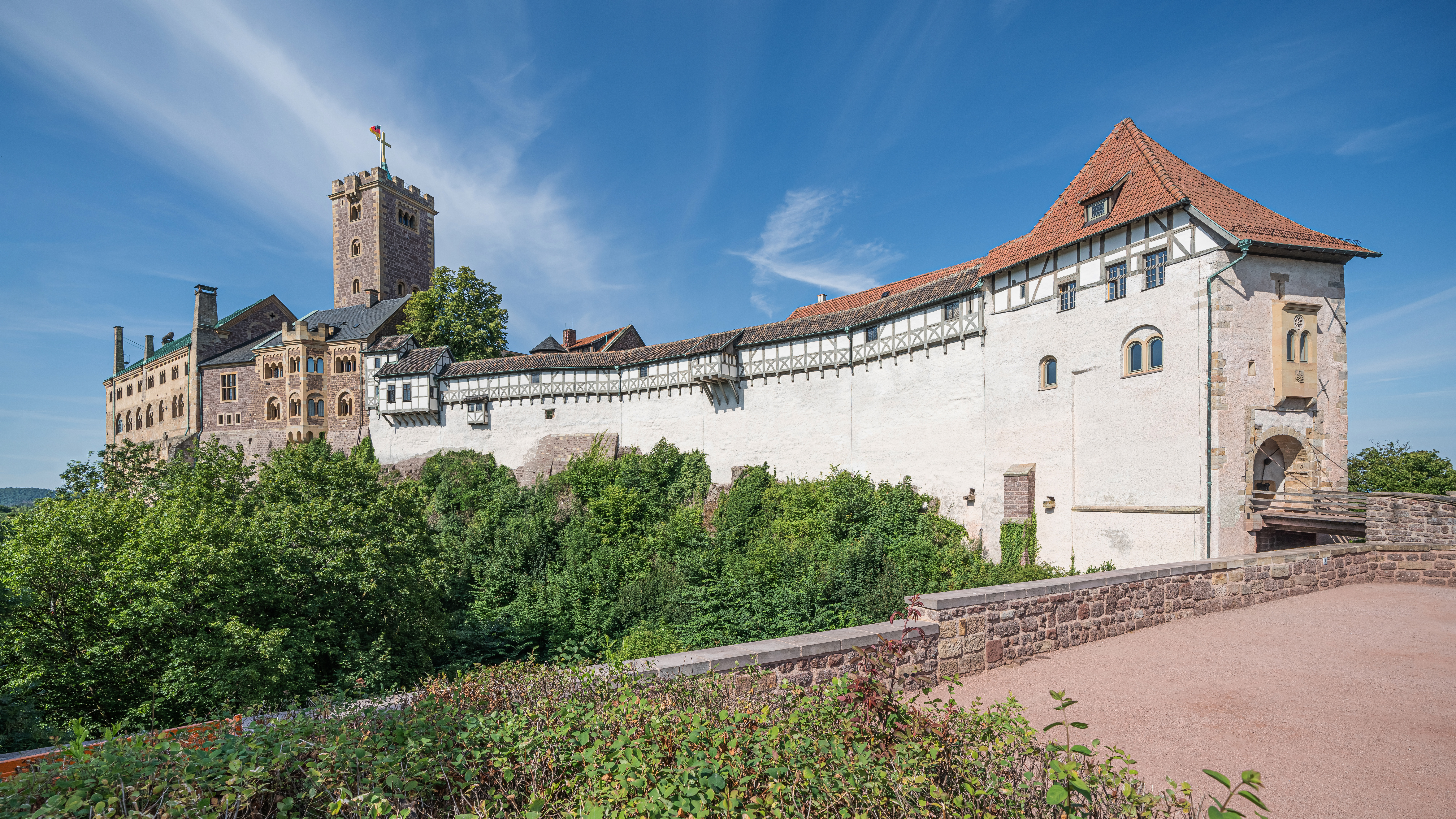
Wartburg vára

A barlang eltűnt. Egy pásztorfiú fújja tilinkóját, dalával Holda istennőt, a termékenység anyját köszöntve. Vétkeikért vezekelni vágyó és a pápai feloldozásban reménykedő, Rómába tartó zarándokok tűnnek föl. Tannhäuser meghatottan mond hálaimát csodás megmeneküléséért. A közeli erdőből hirtelen vadászó lovagok, Hermann őrgróf és társasága bukkannak elő. Egyikük, Walther von der Vogelweide felfigyel az imába merült férfira, akiben közelebb érve rég elveszettnek hitt dalnoktársukat, sok vetélkedésük nyertesét ismeri föl. Megbizonyosodva hogy valóban a híres dalnok áll előttük, szeretettel hívják magukkal, Wartburg várába, de a lovagnak elege volt a versengésből, inkább továbbindulna. Csak amikor megtudja, hogy hirtelen távozása óta Erzsébet, az őrgróf unokahúga, nem jelent meg többé egyetlen dalnokversenyen sem és még mindig visszavárja, változtat elhatározásán. Walther engedélyt kér az őrgróftól, hogy maga adhassa át a visszatérés hírét Erzsébetnek.

### Második felvonás
Helyszín: Wartburg várának csarnokterme
Erzsébet, tudomást szerezvén szíve titkolt kedvese érkezéséről önfeledt örömben robban ki. Wolfram titokban maga is szerelmes a leányba, de tudja, hogy a lány szíve nem az övé, hanem Tannhäuseré. Amikor hozzá vezeti a lovagot és látja kettejük önfeledt boldogságát, büszke tartózkodással, a vesztes fél mosolygó lemondásával áll félre a szerelmesek útjából. Tannhäuser térdet hajtva köszönti a grófnőt, majd az első percek elfogódottsága után mindkettőjükből csodálatos gyöngédséggel törnek elő a rég elfojtott érzelmek. Meghitt együttlétüket az őrgróf belépése zavarja meg. Nem titok előtte sem unokahúga szerelme és most őszinte szeretettel öleli magához a kipirult arcú, boldogságtól sugárzó lányt. Odakint megszólalnak a heroldok gyülekezésre hívó harsonái. Benépesül a terem, megjelenik az udvartartás apraja-nagyja, felvonulnak a dalnokok. Megkezdődik a várva várt dalnokverseny. Témáját az őrgróf határozza meg: a versengőknek a tiszta szerelem lényegét kell megfejteniük. A nyertes pedig Erzsébet kezéből veheti majd át a díjat. Sorshúzással döntik el a sorrendet. Wolfram az első. Bensőséges érzelemmel megszólaló dala a szerelmet olyan égi kúthoz hasonlítja, amelyhez nem érhet földi vágy. Ezután Walther, majd Biterolf következik. Énekük a lovagi erényről, a női nem feltétlen tiszteletéről, a szerelem jellemreformáló erejéről és jutalmat betöltő szerepéről szól. Tannhäuser mind ingerültebben hallgatja a jelenlévők lelkes tetszésnyilvánításától kísért, ám számára semmitmondó szóvirágokként ható fordulatokat. Majd önuralmát végleg elveszítve a testiség szerelmet megkoronázó erejéről mond magát szinte extázisba hajtó verset, dala a szerelem pogány istennőjét, Vénuszt dicsőíti. A vendéghölgyek felháborodottan hagyják el a csarnokot, az urak kardot rántanak, hogy megtorolják a szentségtelen szavakat. Tannhäuser életét csak Erzsébet közbelépése menti meg. Bűnbocsánat a legelvetemültebb bűnözőnek is jár – mondja –, ha megbánja vétkét és vezekel tettéért. Az őrgróf megkíméli a dalnok életét, de száműzi udvarából: csatlakozzék a most induló zarándokokhoz, menjen el Rómába, kérje a pápa feloldozását súlyos vétke alól.

### Harmadik felvonás

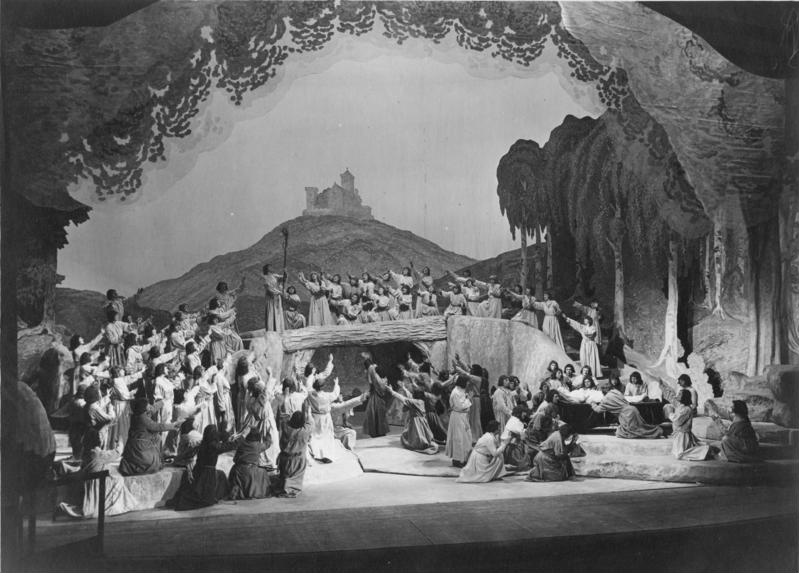
A Tannhäuser zárójelenete, Bayreuth, 1930

Helyszín: Völgy Wartburg vára közelében
Erzsébet nap mint nap a közeli keresztúthoz megy, hogy a zarándokok érkezését várja, közben sűrűn fohászkodik, hogy kedvese feloldozást nyerjen bűnei alól és térjen vissza hozzá. Megérkeznek a fáradt zarándokok, de Tannhäuser nincs közöttük. Erzsébet végleg feladja a reményt. Imában kéri Szűz Máriát, szánja meg, s engedje befejeznie boldogtalan földi létét. Beesteledik. Wolfram az égre lassan felkúszó Esthajnalcsillaghoz énekel, kérve, vonja a lány lelkét fénysugárba, ha majd búcsút mond a földnek, s angyallá változik. A fájdalmas hárfaszó nyomában járva lerongyolódott ruhájú, magányos zarándok lép elő. Wolfram döbbenten ismeri föl benne az egykor oly daliás dalnokot. Tannhäuser keserűen számol be arról, hogy római útja nem járt sikerrel. A pápa oly súlyosnak találta vétkét, hogy nem oldozta föl: Amint soha nem zöldül ki többé a kezemben tartott pásztorbot – szólt ítélete –, úgy nem menekülhetsz a pokol tüzétől. A lovag kétségbeesésében Vénuszhoz fordul és nevének említésére az istennő meg is jelenik. Wolfram azonban Erzsébet nevét említi, amire megtörik a varázs és az istennő és barlangja újra eltűnik. Hajnalodik. A vár felől csendes menet érkezik: Erzsébet koporsóját hozzák. Tannhäuser Erzsébet nevével ajkán, égi közbenjárását kérve, holtan borul a szeretett lány koporsójára. Fiatal zarándokok jelennek meg és egy kizöldült pásztorbotot tartanak kezükben: az ég meghallgatta Erzsébet fohászát, önfeláldozása megváltotta Tannhäuser lelkét.

## Híres részletek
- Dir töne lob! Die Wunder sei’n gepriesen – Tannhäuser Vénusz-himnusza (első felvonás)
- Wer ist der dort – hatos (első felvonás)
- Zu dir wall ich, mein Jesus Christ – Zarándokkar (első felvonás)
- Dich, teure Halle, grüss’ ich wieder – Csarnok-ária [Erzsébet] (második felvonás)
- Blick ich umher in diesem edlem Kreise – Wolfram versenydala (második felvonás)
- Allmächt’ge Jungfrau, hör mein Flehen – Erzsébet fohásza (harmadik felvonás)
- O du, mein holder Abendstern – Dal az Esthajnalcsillaghoz [Wolfram](harmadik felvonás)
- Inbrust im Herzen, wie kein Büsser noch sie je gefühlt – Római elbeszélés [Tannhäuser] (harmadik felvonás)

## Diszkográfia
Hans Sotin (Herman), Helga Dernesch (Erzsébet), René Kollo (Tannhäuser), Victor Braun (Wolfram von Eschenbach), Christa Ludwig (Vénusz) stb.; Bécsi Állami Opera Énekkara, Wiener Sängerknaben, Bécsi Filharmonikus Zenekar, vez.: Solti György DECCA 470 810-2 (1970) [a párizsi változat etalonfelvétele]